# Xanthidae
Xanthes
Famille
Les xanthes (Xanthidae) sont une famille de crabes des récifs coralliens. On en connaît plus de 600 espèces actuelles.

## Toxicité
Une centaine d'espèces de cette famille sont toxiques. Ces dernières arborent souvent des couleurs vives qui avertissent de leur toxicité, leurs toxines (produites en fait par les Dinoflagellés ingérés par ces crabes lorsqu'ils s'alimentent) n'étant pas détruites par la cuisson et aucun antidote n'étant connu. Dix espèces sont toxiques à la consommation humaine, dont six hautement mortelles (syndrome paralysant) et quatre modérément,.

## Liste des genres
Selon World Register of Marine Species (22 février 2014) : 

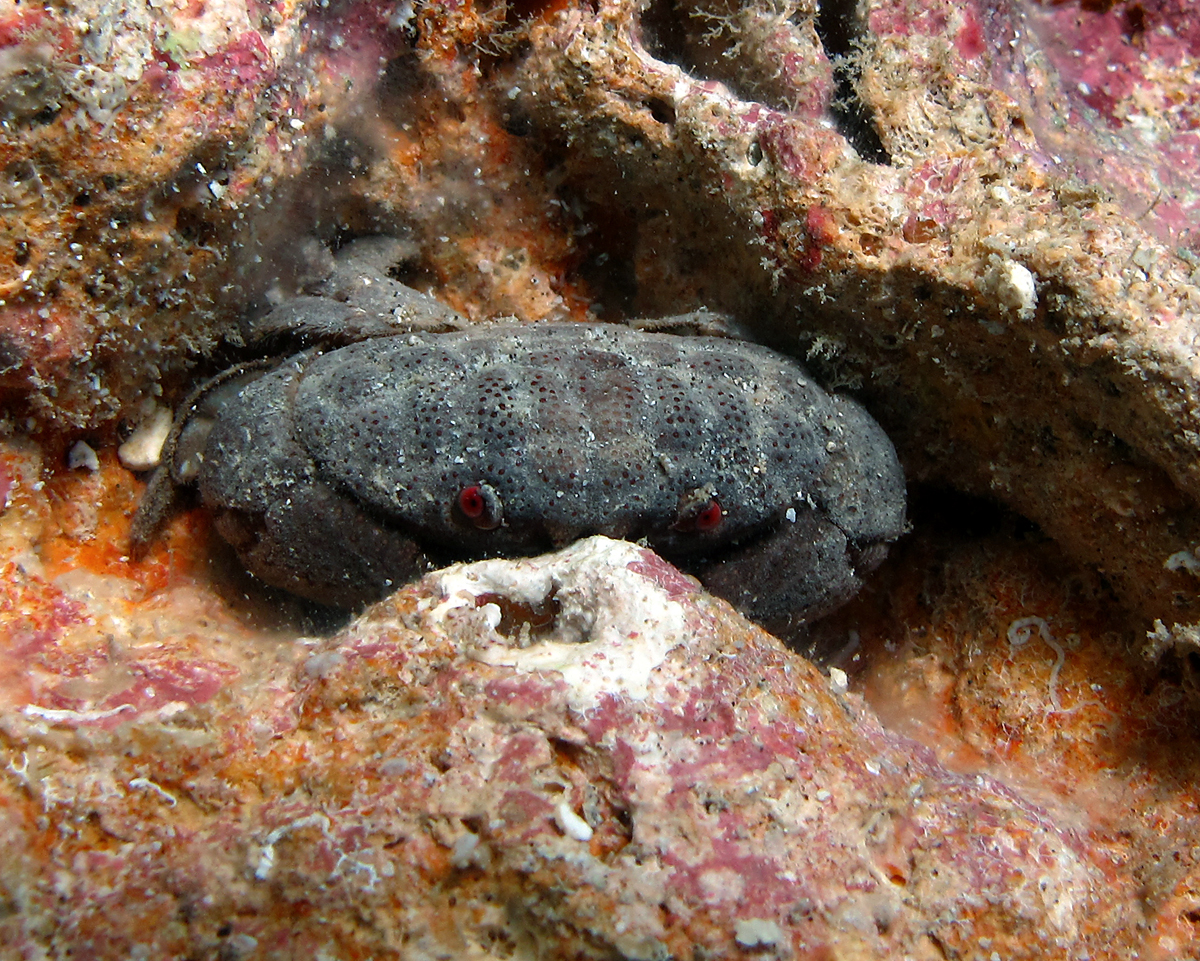
Actaeodes tomentosus

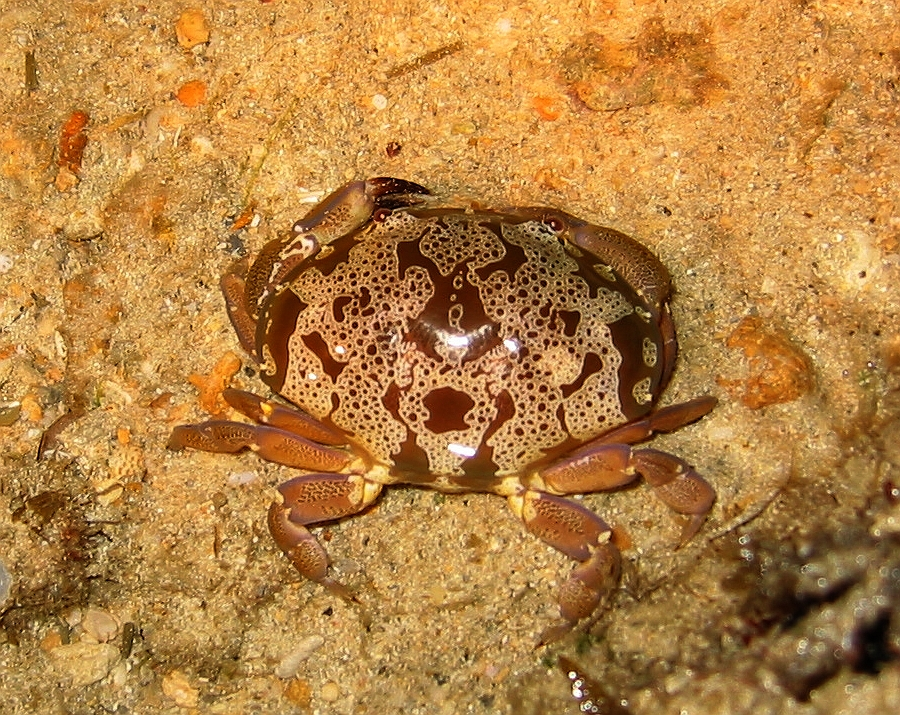
Atergatis floridus

- sous-famille Actaeinae Alcock, 1898
  - Actaea De Haan, 1833
  - Actaeodes Dana, 1851
  - Allactaea Williams, 1974
  - Epiactaea Serène, 1984
  - Epiactaeodes Serène, 1984
  - Forestiana Guinot & Low, 2010
  - Gaillardiellus Guinot, 1976
  - Heteractaea Lockington, 1877
  - Lobiactaea T. Sakai, 1983
  - Meractaea Serène, 1984
  - Novactaea Guinot, 1976
  - Odhnea Ng & Low, 2010
  - Paractaea Guinot, 1969
  - Paractaeopsis Serène, 1984
  - Platyactaea Guinot, 1967
  - Psaumis Kossmann, 1877
  - Pseudactaea Serène, 1962
  - Pseudoliomera Odhner, 1925
  - Rata Davie, 1993
  - Serenius Guinot, 1976
  - †Actaeops Portell & Collins, 2004
  - †Phlyctenodes A. Milne-Edwards, 1862
  - †Pseudophlyctenodes Busulini, Tessier & Beschin, 2006
- sous-famille Antrocarcininae Ng & D. G. B. Chia, 1994
  - Antrocarcinus Ng & D. G. B. Chia, 1994
  - Cyrtocarcinus Ng & D. G. B. Chia, 1994
  - Glyptocarcinus Takeda, 1973
- sous-famille Chlorodiellinae Ng & Holthuis, 2007
  - Chlorodiella Rathbun, 1897
  - Cyclodius Dana, 1851e
  - Garthiella Titgen, 1986
  - Liocarpiloides Klunzinger, 1913
  - Pilodius Dana, 1851e
  - Sulcodius P. F. Clark & Ng, 1999
  - Tweedieia Ward, 1935
  - Vellodius Ng & Yang, 1998
- sous-famille Cymoinae Alcock, 1898
  - Cymo De Haan, 1833
- sous-famille Etisinae Ortmann, 1893
  - Etisus H. Milne Edwards, 1834
  - Paraetisus Ward, 1933
- sous-famille Euxanthinae Alcock, 1898
  - Alainodaeus Davie, 1993b
  - Batodaeus Vázquez-Bader & Gracia, 2004
  - Carpoporus Stimpson, 1871
  - Cranaothus Ng, 1993
  - Crosnierius Serène & Vadon, 1981
  - Danielea Ng & P. F. Clark, 2003
  - Edwardsium Guinot, 1967
  - Epistocavea Davie, 1993
  - Euxanthus Dana, 1851
  - Glyptoxanthus A. Milne-Edwards, 1879
  - Guinotellus Serène, 1971
  - Hepatoporus Serène, 1984
  - Hypocolpus Rathbun, 1897
  - Ladomedaeus Števčić, 2005
  - Lipaesthesius Rathbun, 1898
  - Medaeops Guinot, 1967
  - Medaeus Dana, 1851
  - Miersiella Guinot, 1967
  - Monodaeus Guinot, 1967
  - Olenothus Ng, 2002
  - Palatigum Davie, 1997
  - Paramedaeus Guinot, 1967
  - Pleurocolpus Crosnier, 1995
  - Pseudomedaeus Guinot, 1968
  - Rizalthus Mendoza & Ng, 2008
  - Visayax Mendoza & Ng, 2008
- sous-famille Kraussiinae Ng, 1993
  - Garthasia Ng, 1993
  - Kraussia Dana, 1852
  - Palapedia Ng, 1993
- sous-famille Liomerinae T. Sakai, 1976
  - Actiomera Ng, Guinot & Davie, 2008
  - Bruciana Serène, 1977
  - Liomera Dana, 1851
  - Lipkemera Davie, 2010
  - Neoliomera Odhner, 1925
  - Paraliomera Rathbun, 1930
  - †Neomeria C.-H. Hu & Tao, 1996
- sous-famille Polydectinae Dana, 1851e
  - Lybia H. Milne Edwards, 1834
  - Polydectus H. Milne Edwards, 1837
- sous-famille Speocarcininae Števčić, 2005
  - Speocarcinus Stimpson, 1859
- sous-famille Xanthinae MacLeay, 1838
  - Cataleptodius Guinot, 1968
  - Coralliope Guinot, 1967
  - Cycloxanthops Rathbun, 1897
  - Demania Laurie, 1906
  - Ectaesthesius Rathbun, 1898
  - Epixanthops Serène, 1984
  - Eucratodes A. Milne-Edwards, 1880
  - Euryxanthops Garth & Kim, 1983
  - Garthiope Guinot, 1990
  - Gaudichaudia Rathbun, 1930
  - Gonopanope Guinot, 1967
  - Guitonia Garth & Iliffe, 1992
  - Jacforus Ng & P. F. Clark, 2003
  - Juxtaxanthias Ward, 1942
  - Lachnopodus Stimpson, 1858
  - Leptodius A. Milne-Edwards, 1863
  - Liagore De Haan, 1833
  - Linnaeoxanthus Števčić, 2005
  - Lioxanthodes Calman, 1909
  - Macromedaeus Ward, 1942
  - Marratha Ng & P. F. Clark, 2003
  - Megametope Filhol, 1886
  - Melybia Stimpson, 1871
  - Metaxanthops Serène, 1984
  - Microcassiope Guinot, 1967
  - Micropanope Stimpson, 1871
  - Nanocassiope Guinot, 1967
  - Nectopanope Wood-Mason & Alcock, 1891
  - Neolioxantho Garth & Kim, 1983
  - Neoxanthias Ward, 1932
  - Neoxanthops Guinot, 1968
  - Orphnoxanthus Alcock, 1896
  - Ovatis Ng & H.-I. Chen, 2004
  - Paraxanthias Odhner, 1925
  - Paraxanthodes Guinot, 1968
  - Paraxanthus Lucas, 1844
  - Xanthias Rathbun, 1897
  - Xantho Leach, 1814
  - Xanthodius Stimpson, 1859
  - †Megamia Karasawa, 1993
  - †Metopoxantho De Man, 1904
  - †Palaeoxanthops Karasawa, 1993
- sous-famille Zalasiinae Serène, 1968
  - Banareia A. Milne-Edwards, 1869
  - Calvactaea Ward, 1933
  - Zalasius Rathbun, 1897
- sous-famille Zosiminae Alcock, 1898
  - Atergatis De Haan, 1833
  - Atergatopsis A. Milne-Edwards, 1862
  - Lophozozymus A. Milne-Edwards, 1863
  - Paratergatis T. Sakai, 1965
  - Platypodia Bell, 1835
  - Platypodiella Guinot, 1967
  - Pulcratis Ng & Huang, 1977
  - Zosimus Leach, 1818
  - Zozymodes Heller, 1861
  - Sous famille indéterminée
  - †Haydnella Müller, 1984
  - †Nogarolia Beschin, Busulini, De Angeli & Tessier, 1994
  - †Sculptoplax Müller & Collins, 1991

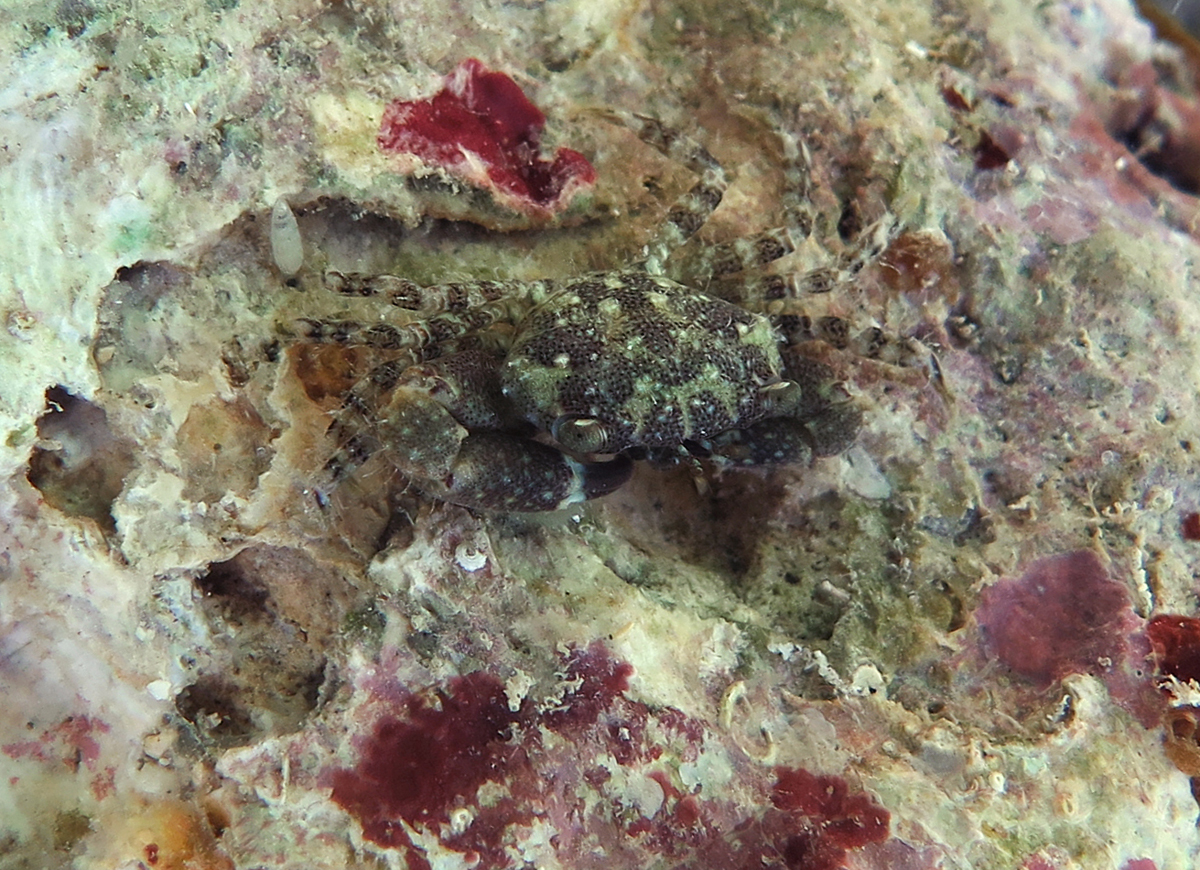
Chlorodiella barbata
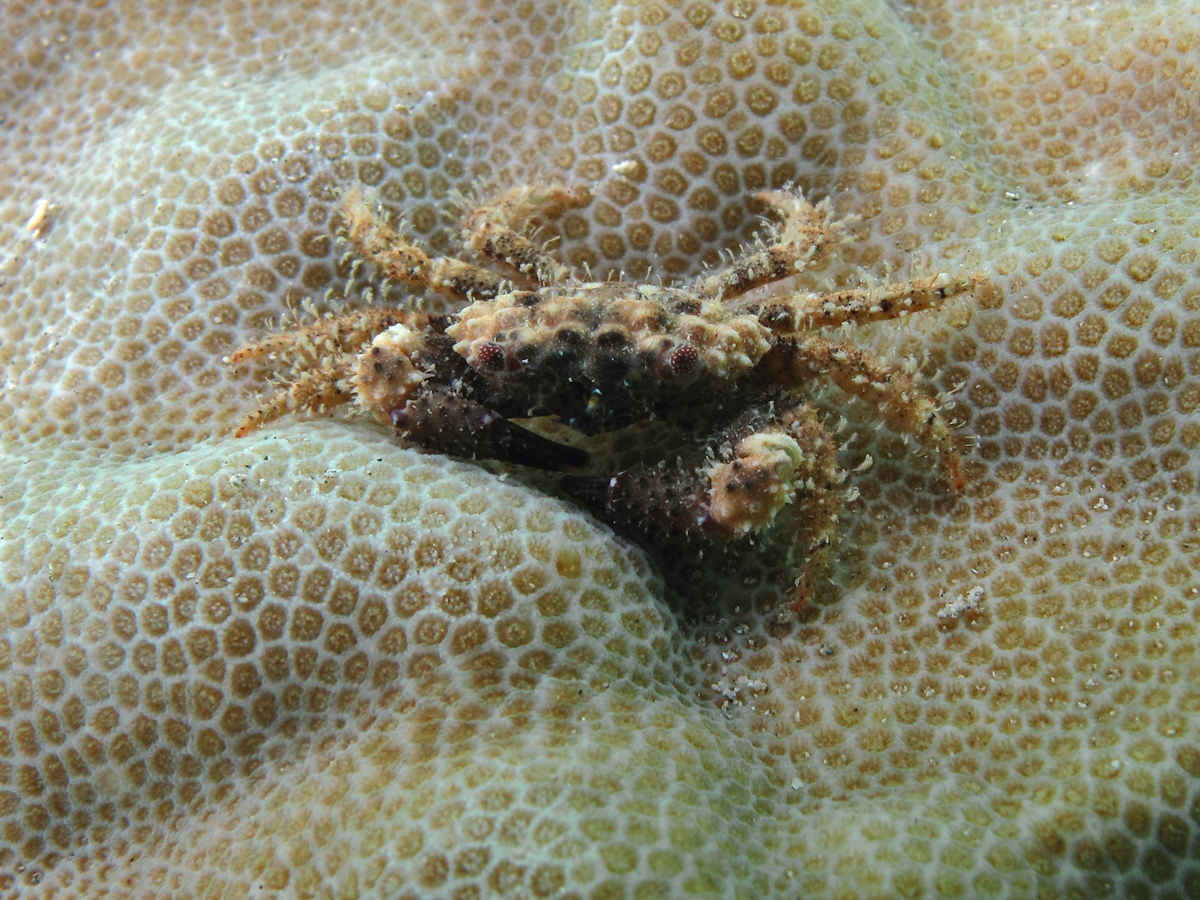
Cyclodius ungulatus
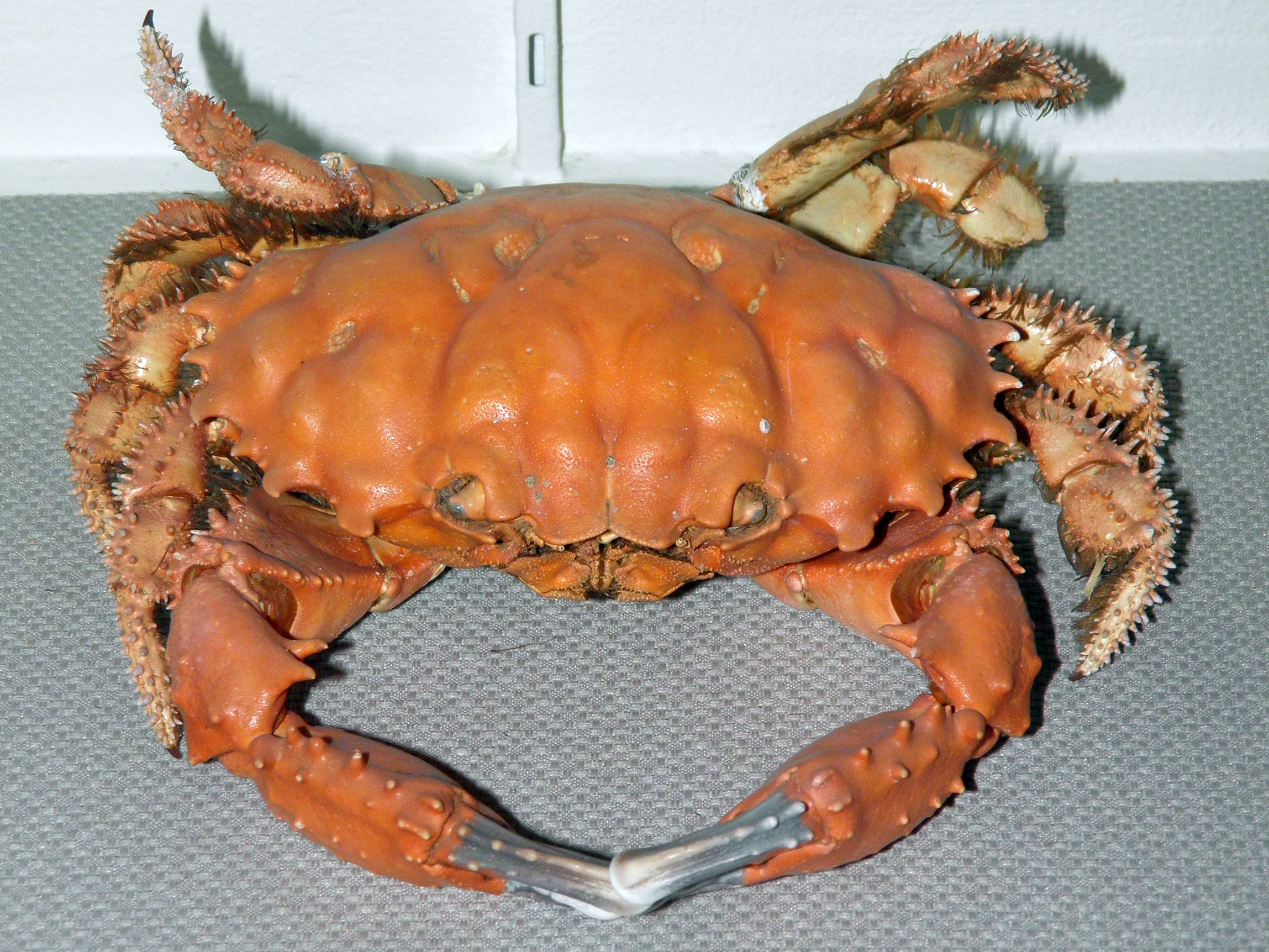
Etisus splendidus
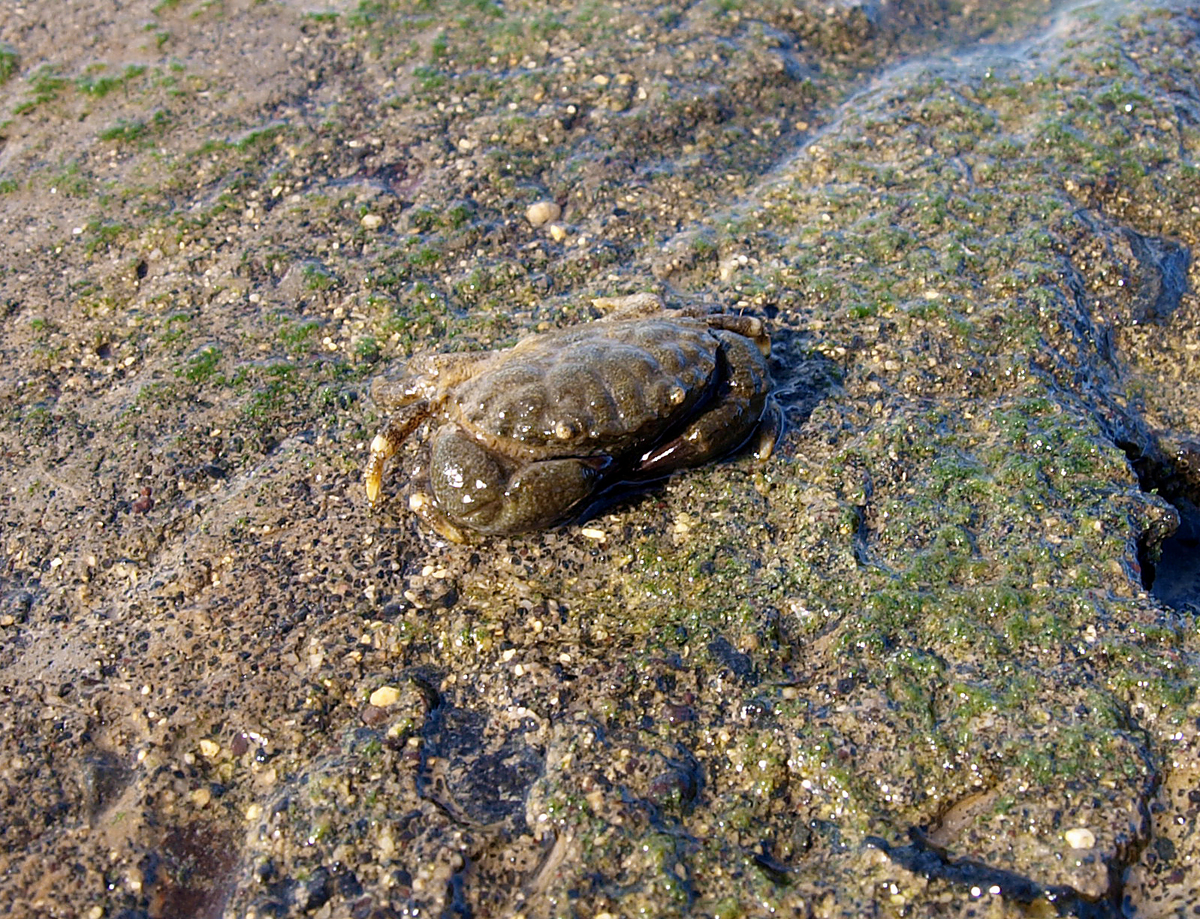
Leptodius sanguineus
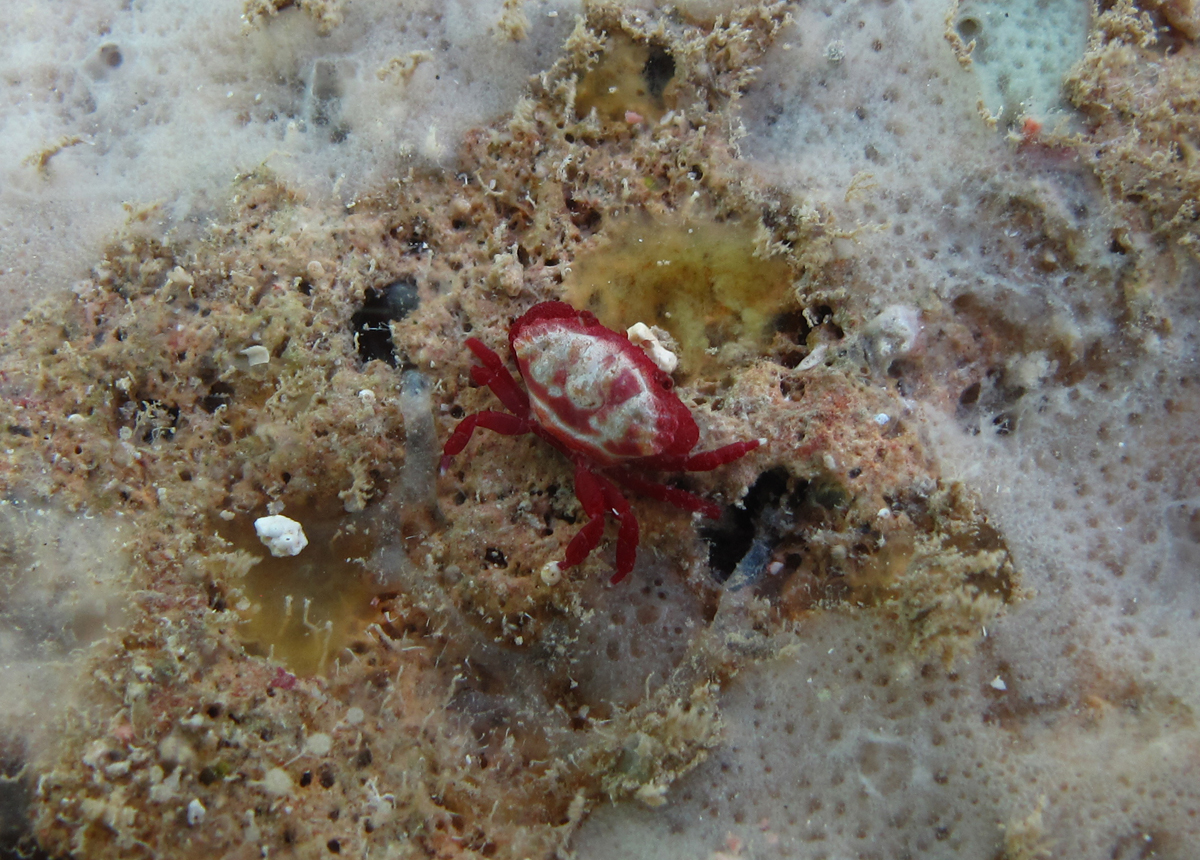
Liomera aff. bella
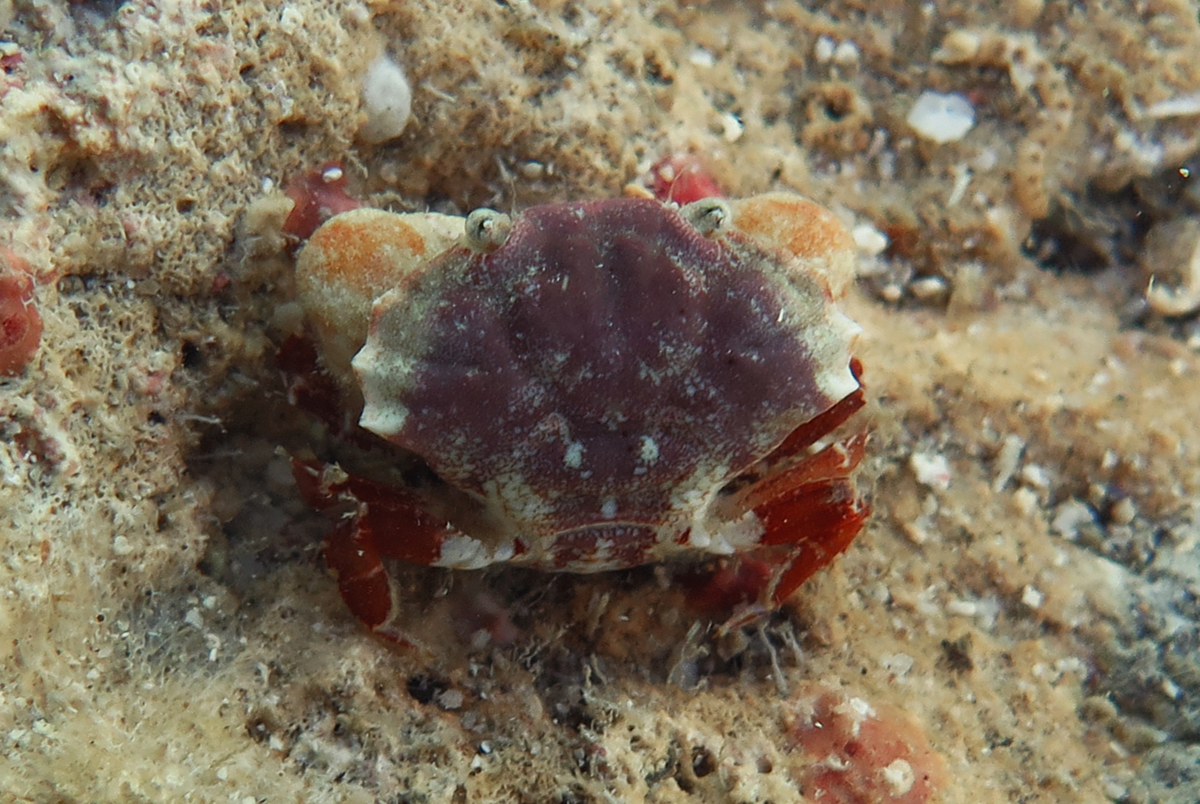
Lophozozymus dodone
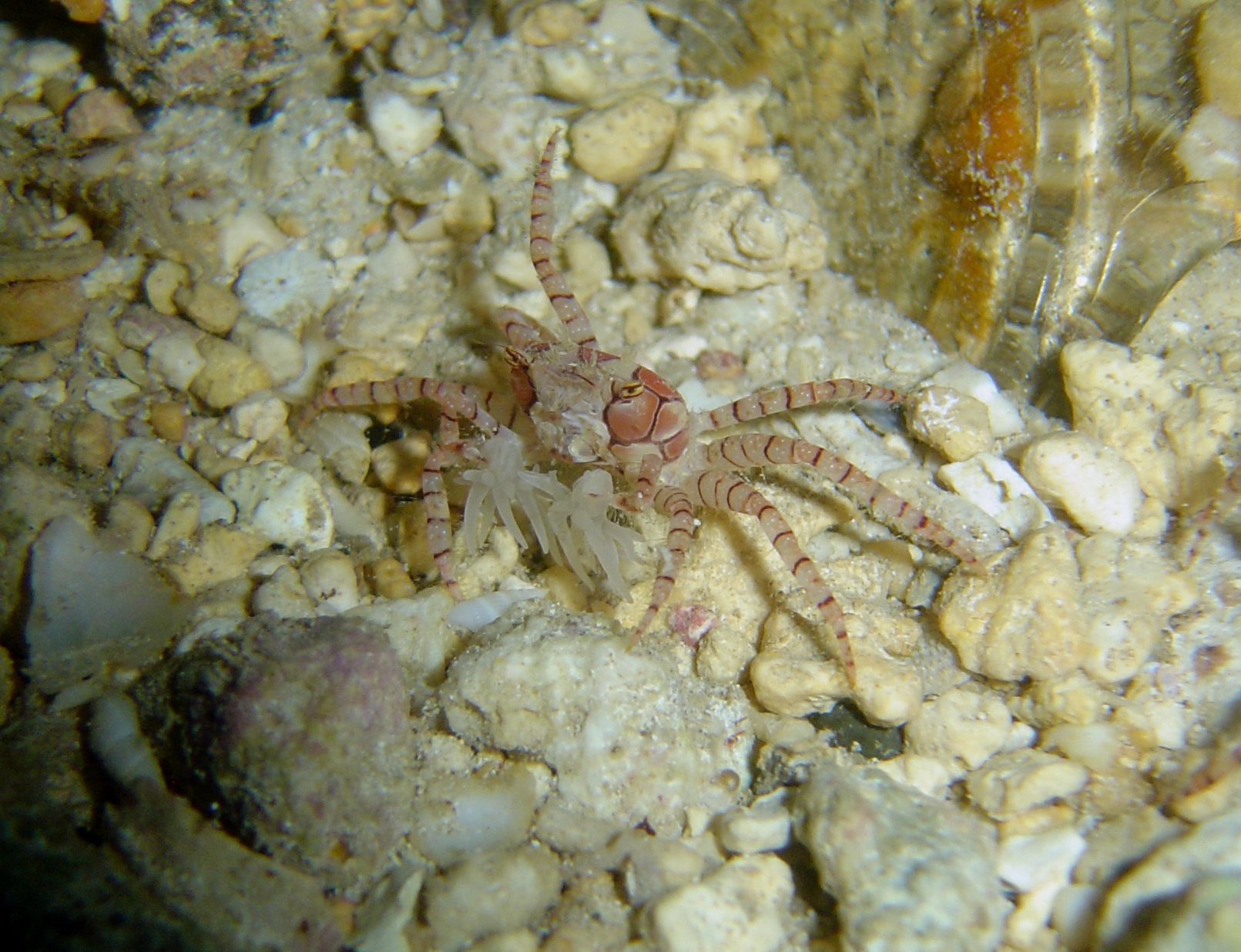
Lybia edmondsoni
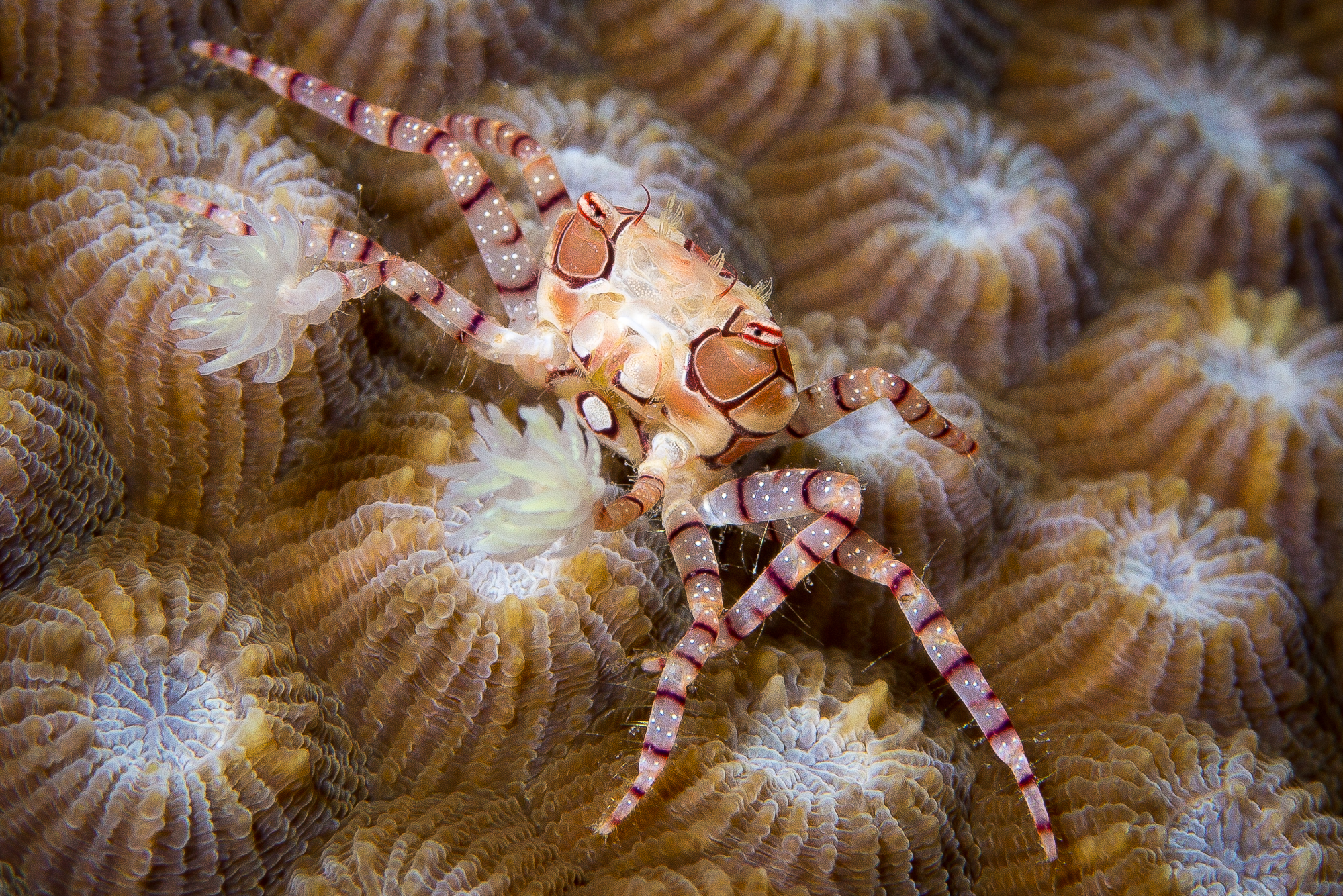
Lybia tessellata
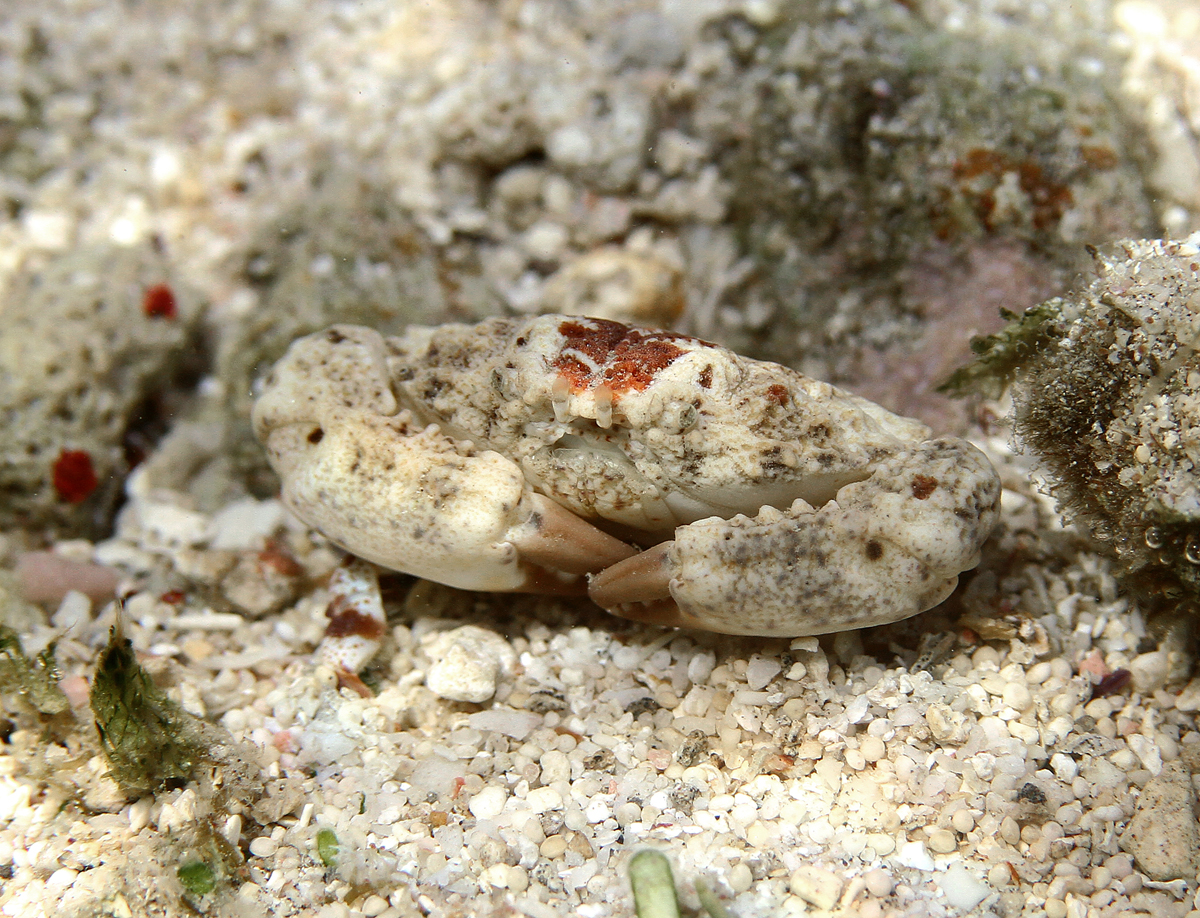
Macromedaeus nudipes
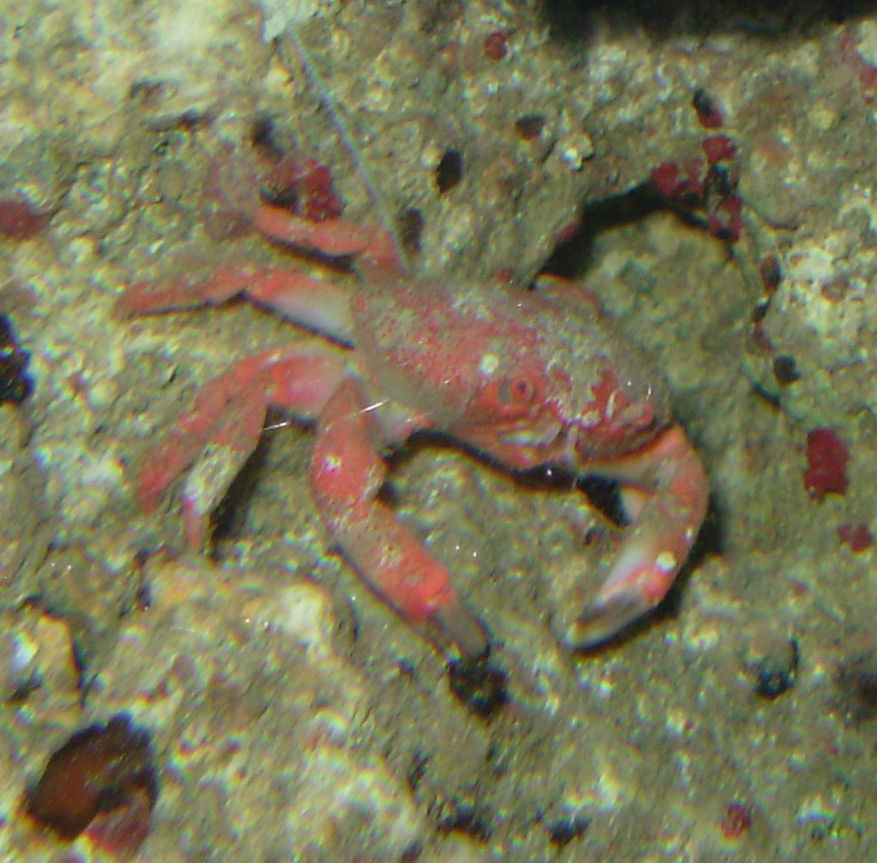
Neoliomera pubescens
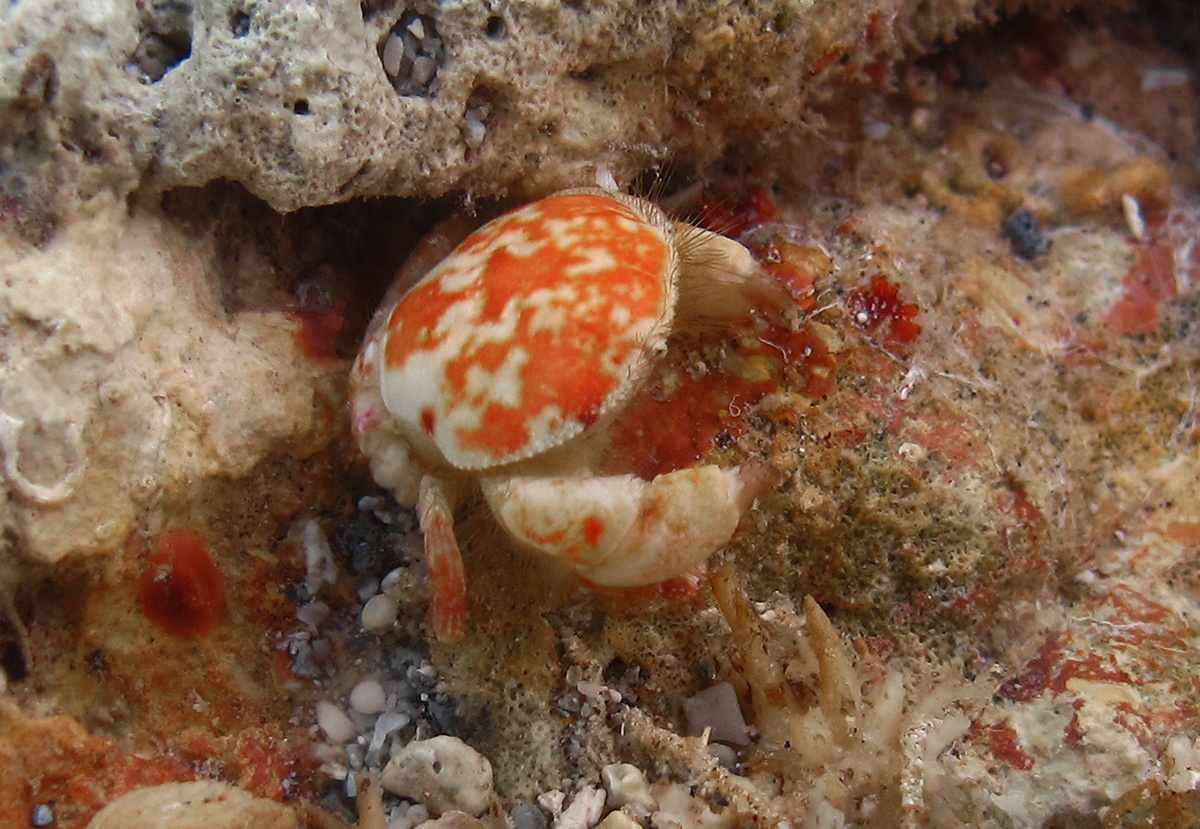
Palapedia rastripes
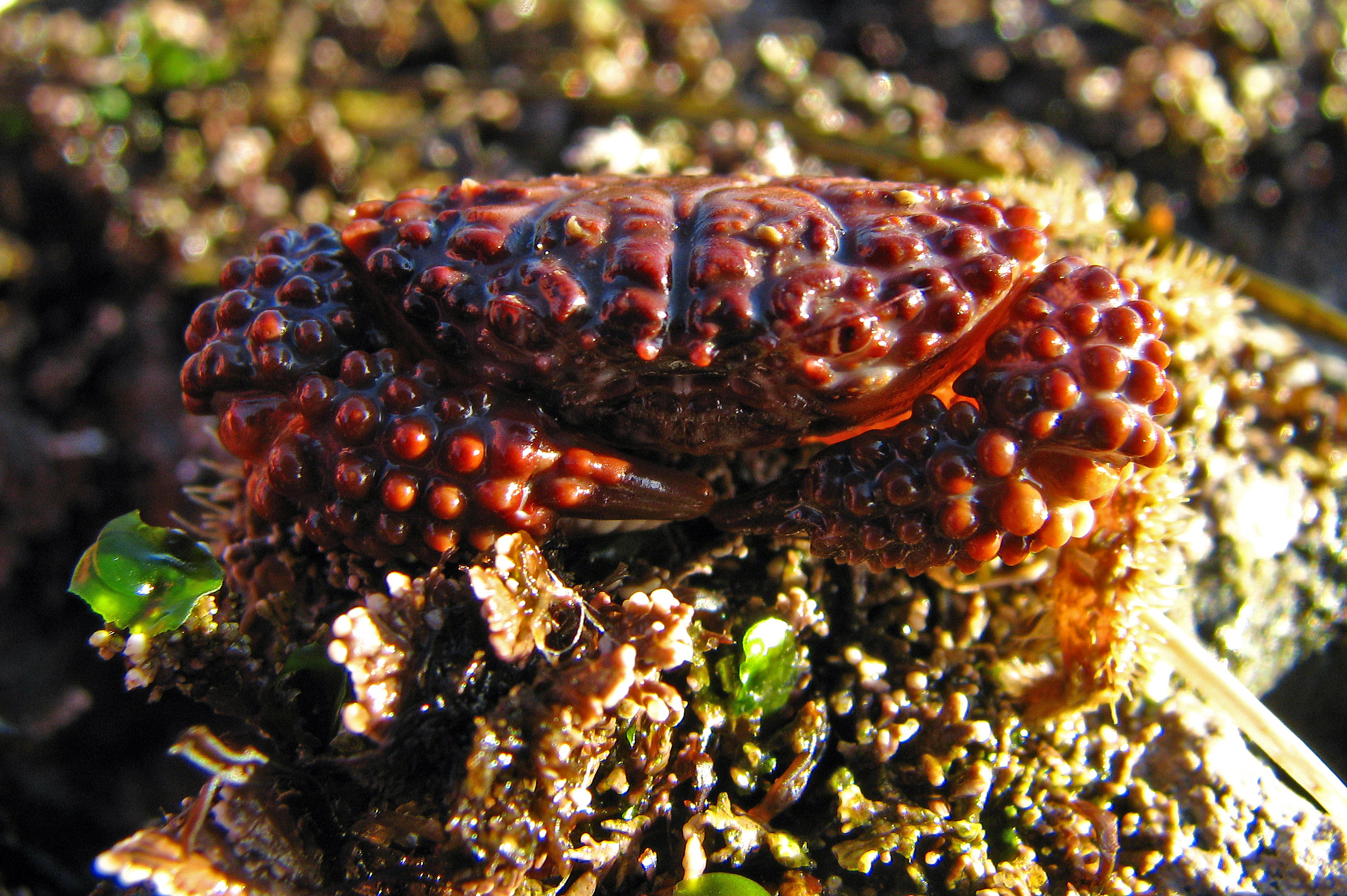
Paraxanthias taylori
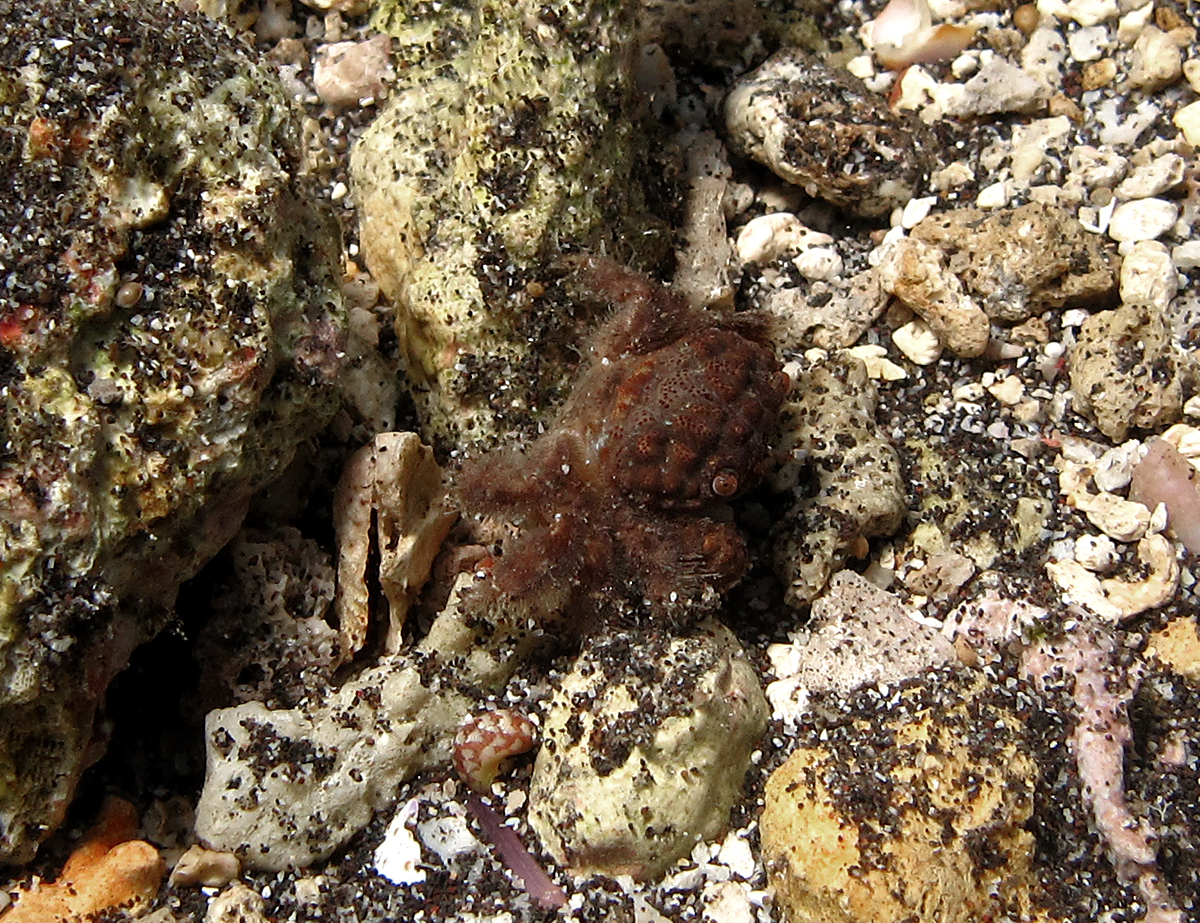
Pilodius areolatus
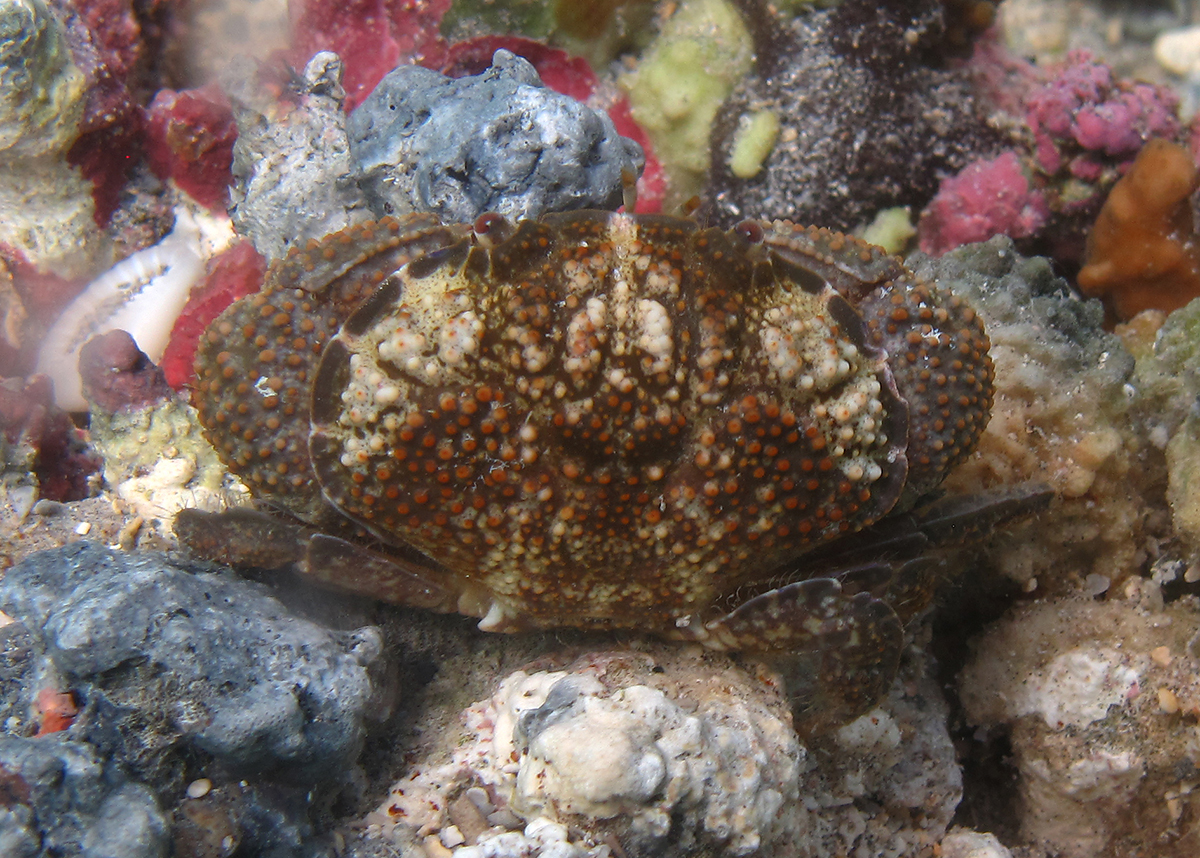
Platypodia granulosa
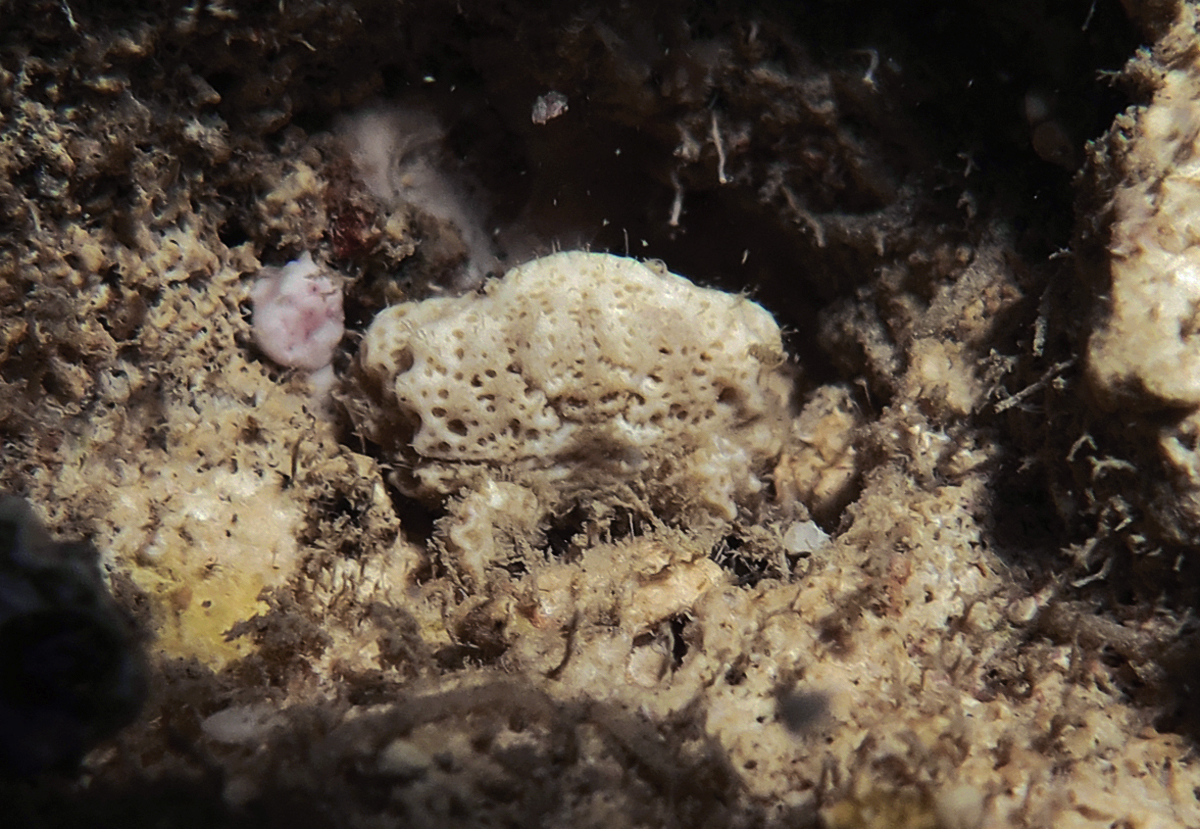
Psaumis cavipes
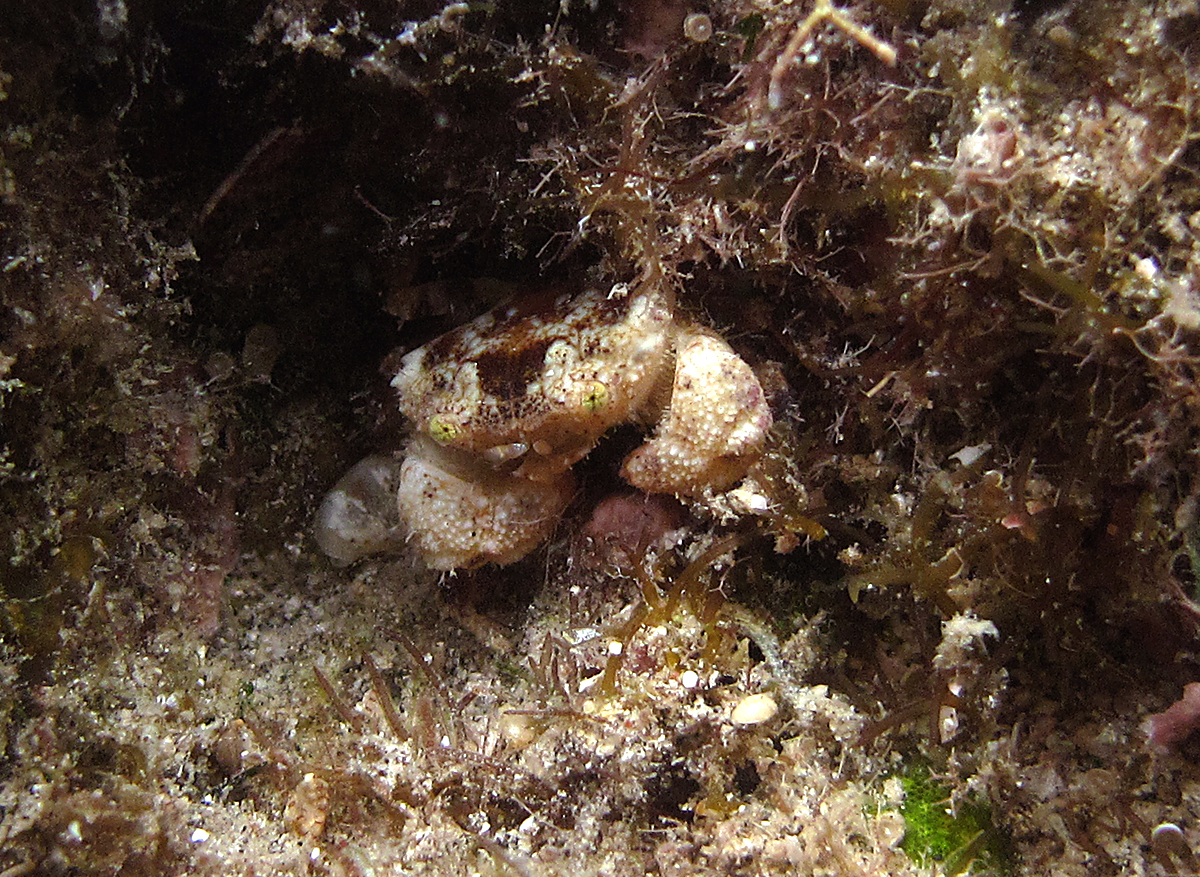
Xanthias lamarckii
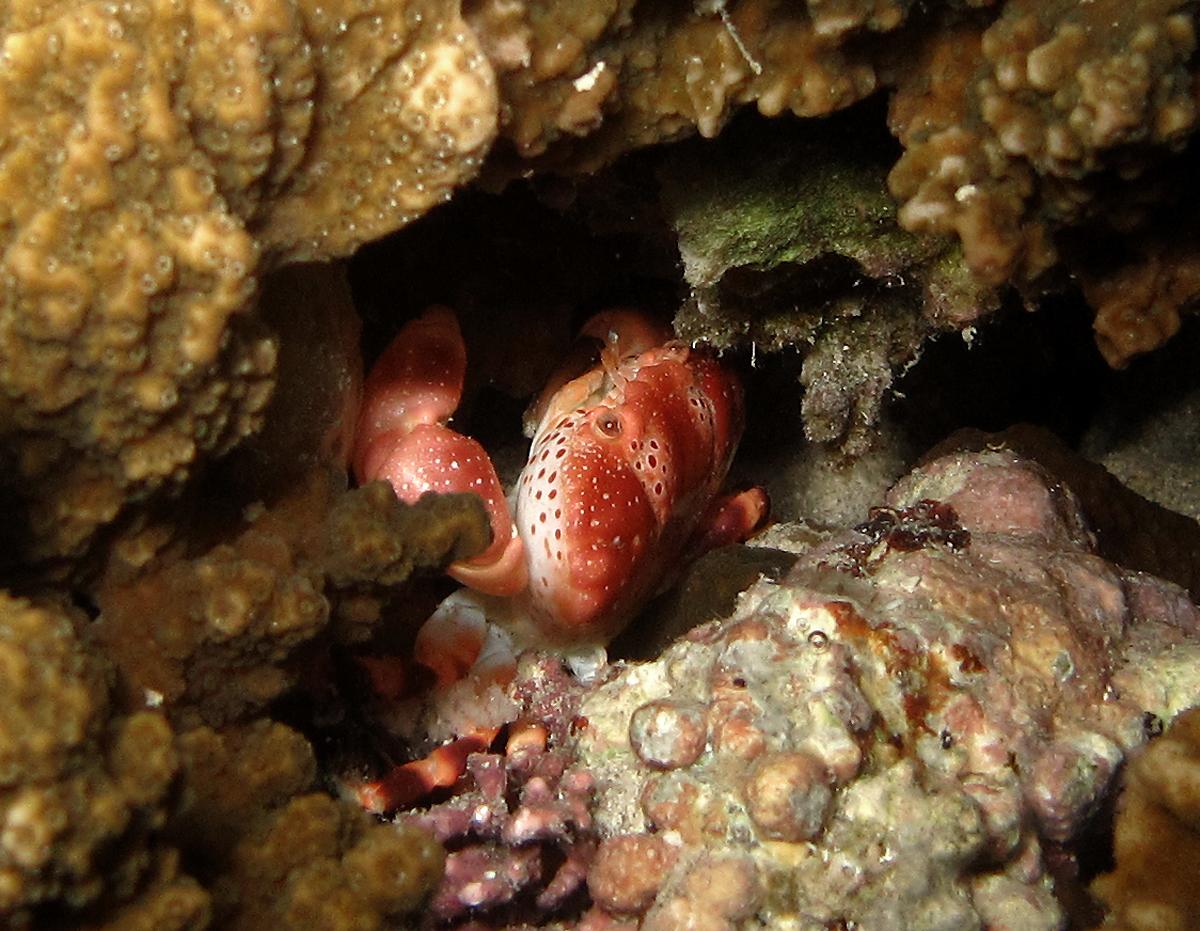
Xanthias punctatus
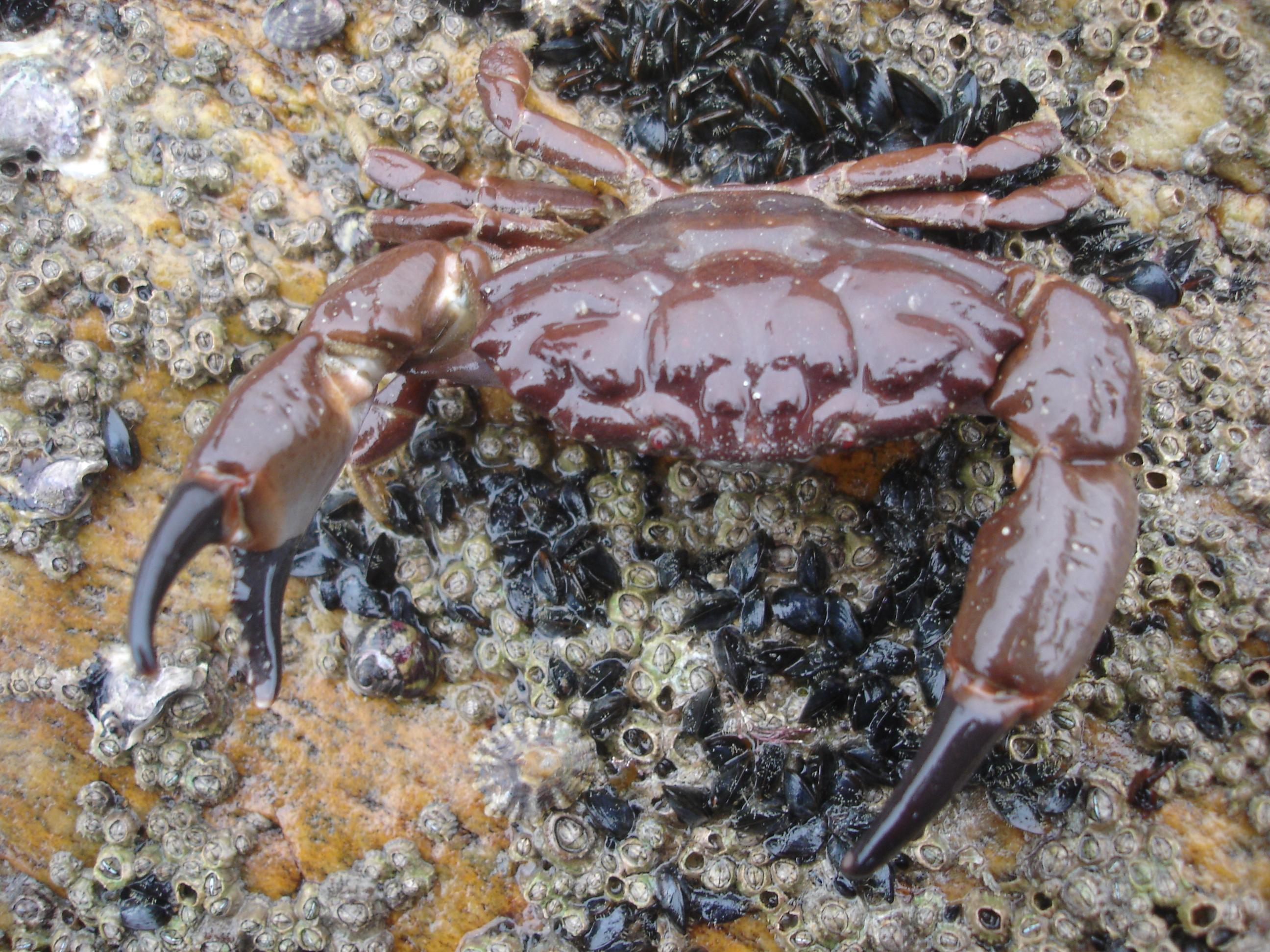
Xantho incisus
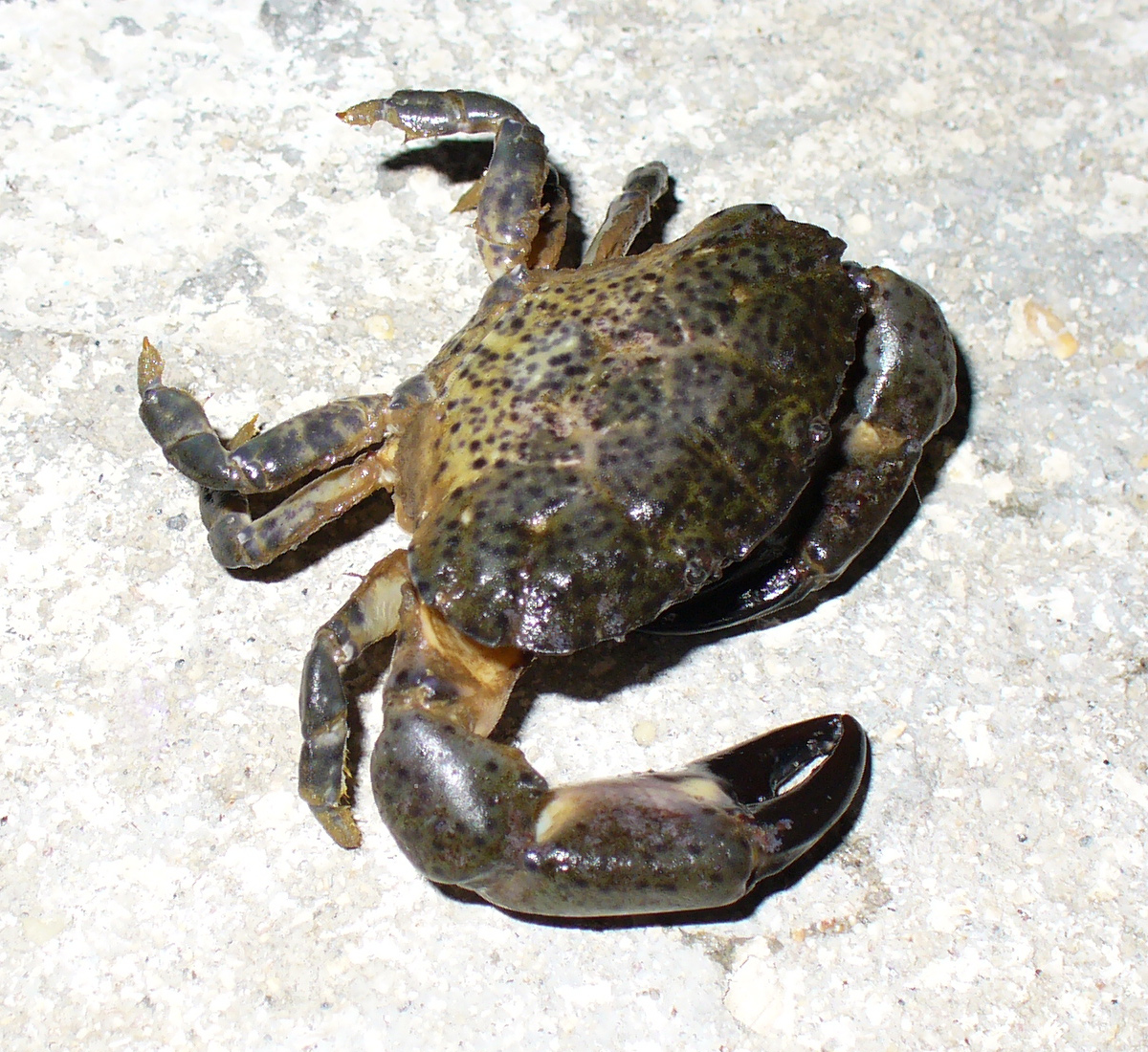
Xantho poressa
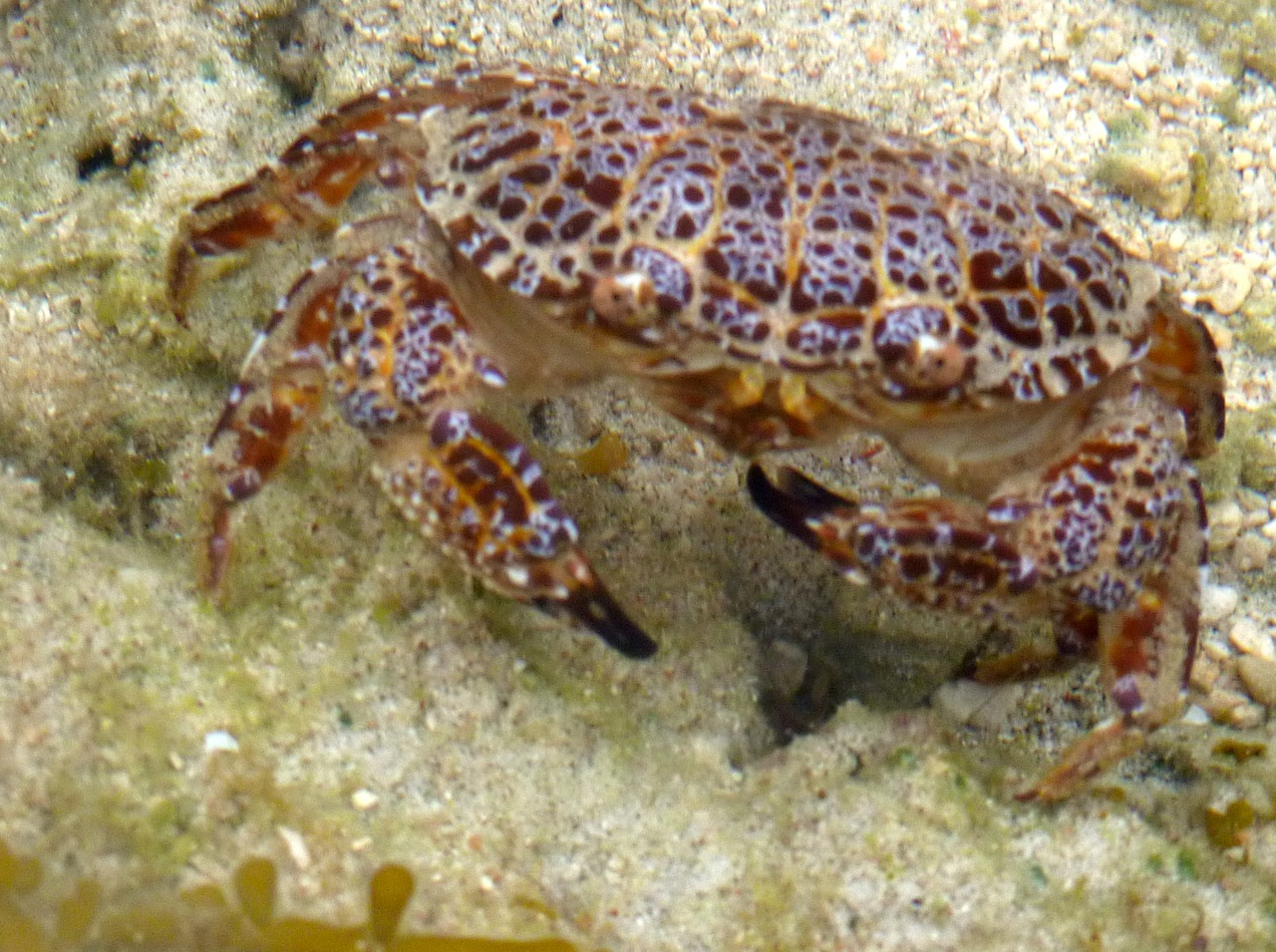
Zosimus aeneus